# Ermine Street
Con il nome di Ermine Street si indica una strada romana dell'antica provincia della Britannia che collegava Londinium (Londra) e Eburacum (York), passando per Lindum (Lincoln).
I principali insediamenti che attraversava erano Durovigutum, Durobrivae (Water Newton), Causennae, Petuaria.
La strada deve il suo nome all'antico inglese Earninga Straete (attestato nel 1012), che a sua volta deriva dal nome della tribù chiamata Earningas, che abitava il distretto fra Cambridgeshire e Hertfordshire successivamente noto come Armingford Hundred (corrispondente al territorio circostante ai centri di Arrington e Royston).
Il nome latino della via è sconosciuto.
Essa è nota anche come Old North Road (Antica strada del nord) nel tratto che va da Londra al punto dove si congiunge con la A1 Great North Road vicino a Godmanchester.

## Il percorso della Ermine Street
L'Ermine Street iniziava a Bishopsgate, dove sorgeva una delle sette porte presenti nelle mura della Londra romana.
Da qui seguiva verso nord la Norton Folgate, la Shoreditch High Street e la Kingsland Road passando per Stoke Newington (dove costituisce la Stoke Newington High Street), Tottenham, Edmonton e il settore orientale di Enfield (Ponders End, Enfield Highway, Enfield Wash e Freezywater) fino a Royston.
Questa sezione dell'Ermine Street da Londra a Royston in gran parte oggi forma la A10.
A Royston, incrociava la preistorica Icknield Way.
Dopo Royston, la Ermine Street coincideva, fino all'incrocio con la A1, con la ex strada A14 (attuale A1198) fino a Durovigutum (Godmanchester).
Trascurando le varianti e le circonvallazioni moderne, la direzione della strada è data dall'allineamento tra la strada che passa per Huntingdon e l'intersezione di Alconbury con la A1.
Il tratto da Alconbury a Water Newton, trascurando le circonvallazioni moderne come quella di Stilton, ricalca il percorso dell'attuale A1.
La Ermine Street attraversava Durobrivae (Water Newton) e deboli tracce di essa sono visibili a est, lungo la A1 a Peterborough.
La strada moderna si sovrappone nuovamente a nordovest di Stamford, nei pressi di Great Casterton, attraverso il quale passava la Ermine Street.
Quindi la Ermine Street continuava con l'attuale B6403, passando per Ancaster fino alla A17 e poi come strada con diritto di pubblico accesso, facilmente percorribile, fino al punto in cui la base aerea di Waddington la interrompe.
Il percorso da Colsterworth, passando per Ancaster, fino a Bracebridge Heath è noto con il nome di High Dike. Esso corre a est della A607, all'incirca parallelamente ad essa, tra Carlton Scroop e Harmston.
La High Dike porta al paesaggio piano, aperto e asciutto del Lincolnshire Heath, mentre la A607 attraversa i villaggi della sottostante linea delle risorgive.
Dall'Itinerario antonino si apprende che un insediamento romano chiamato Causennae sorgeva lungo la strada nel Lincolnshire meridionale, insediamento che è stato variamento identificato con Ancaster o con Saltersford, a sud di Grantham.
Un altro lungo tratto della strada sopravvive; esso costituisce l'attuale A15, che da Lincoln corre verso nord, oltrepassa la base aerea della RAF di Scampton e Caenby Corner, come pure Kirton in Lindsey, per proseguire quasi fino all'Humber a Winteringham.
Prima che fosse realizzato il percorso alternativo a Scampton, con una leggera deviazione a Broughton, era possibile viaggiare per circa 55 km, dalla Newport Arch, la porta nord della Lincoln romana, fino alla Parrocchia civile di Winteringham lungo una strada così impercettibilmente curva da poter essere considerata un unico rettifilo. Questo tratto può essere considerato il tratto rettilineo più lungo delle strade inglesi.
La Winteringham romana era il punto di partenza del traghetto che collegava Petuaria (Brough) alla sponda settentrionale dell'Humber. Da lì la strada curvava a ovest verso York, diventando parte del sistema viario conosciuto come Cade's Road.
Questo sito di attracco sulla sponda meridionale dell'Humber è significativo, in quanto Winteringham significa "la fattoria della gente di Winta".
Oltre al dio Woden, Il primo capo della lista dei re di Lindsey è Winta.
Chiaramente, la fine della cresta calcarea giurassica presso l'Humber fu importante per il popolamento inglese del Lincolnshire. Winterton si trova un po' più all'interno.
La Ermine Street e il fiume Trent furono entrambi importanti vie di comunicazione per l'accesso iniziale alla Britannia post romana.

## Il percorso alternativo della Ermine Street
Nel tratto finale della Ermine Street, a nord di Lincoln e oltre Scampton, era possibile seguire un percorso alternativo, che passava più internamente, formando un semicerchio che aggirava sul lato occidentale l'estuario dell'Humber.
Sebbene il percorso diretto tra Lincoln e York fosse il più breve, questo non era sempre transitabile a causa delle piene dell'Humber nei periodi di condizioni meteorologiche sfavorevoli.
Pertanto fu realizzato un importante percorso alternativo.
Questo percorso è descritto nell'Itinerario antonino e collegava York (Eboracum), Castleford (Lagecium), Doncaster (Danum), Littleborough (Agelocum) e Lincoln (Lindum).
Questa sezione del percorso iniziava presso il moderno Lincolnshire Showground (subito a nord di Lincoln) e, nel tratto che attraversa il Lincolnshire, corrisponde alla Till Bridge Lane, l'attuale A1500.
Nell'area di Doncaster e anche a nord di Castleford il percorso è noto come Roman Ridge o Roman Rigg.
Un grande tratto di questa strada costituiva quella che in seguito, per molti secoli, fu la Great North Road tra il Nottinghamshire e lo West Yorkshire.